# Saison 1 des Experts : Manhattan
Chronologie
Saison 2
Cet article présente le guide des épisodes de la première saison de la série télévisée Les Experts : Manhattan (CSI: NY).

## Distribution de la saison

### Acteurs principaux
- Gary Sinise (V.F.: Bernard Gabay) : Det. Mac Taylor
- Melina Kanakaredes (V.F.: Céline Monsarrat) : Stella Bonasera
- Carmine Giovinazzo (V.F.: Sébastien Desjours) : Danny Messer
- Vanessa Ferlito (V.F.: Vanessa Bettane) : Aiden Burn
- Hill Harper (V.F.: Daniel Lobé) : Dr Sheldon Hawkes
- Eddie Cahill (V.F.: Thomas Roditi) : Det. Donald "Don" Flack Junior

### Acteurs récurrents et invités
- Grant Albrecht : Dr Leonard Giles
- Sonya Walger : Jane Parsons
- Chad Lindberg : Chad Willingham
- Master P : Kevin Vick (épisode 4)
- Sonya Walger : Jane Parsons (épisode 8 et 9)
- Elle Fanning : Jenny Como (épisode 9)
- Corin Nemec : Todd Camden (épisode 10)
- T.J. Thyne : Ron Lathem (épisode 11)
- Kelly Hu : Kaile Maka (épisode 11)
- Jay Acovone : Paul Gionetti (épisode 11)
- Carter Jenkins : Will Galanis (épisode 11)
- Kellan Lutz : Alex Hopper (épisode 11)

## Épisodes

### Épisode 1:L'Œil du témoin
- États-Unis /  Canada : 22 septembre 2004 sur CBS / CTV[1]
- Belgique : avril 2005 sur RTL-TVI
- France : 17 décembre 2005 sur TF1[2]
- Québec : septembre 2006 sur TQS

- États-Unis : 19,26 millions de téléspectateurs[3] (première diffusion)
- Canada : 2,924 millions de téléspectateurs[4]

- Grant Albrecht : Dr Leonard Giles
- Vitali Baganov : Dr Bogdhan Ivanov
- Michael Hagerty : Tim Goodman
- Conor Dubin : Jason Parnell
- Andy Comeau : Carson Silo
- Arsha Darbinyan : Nadia Ivanov
- Ajay Mehta : Dr Smythe
- Ana Alexander : Zoya Pavlova
- Jewel Christian : Jane Doe
- Jennifer Jackson : LeAnn Goodman

### Épisode 2:Les Créatures de la nuit
- États-Unis : 29 septembre 2004 sur CBS
- France : 26 novembre 2005 sur TF1
- Québec : 2006

- États-Unis : 19,47 millions de téléspectateurs[5] (première diffusion)
- France : 7,538 millions de téléspectateurs[6] (Rediffusion 2007)

- Grant Albrecht (Dr Leonard Giles)
- William Russ (M. Prescott)
- Michele Hicks (Robin Prescott)
- Germaine Scott Grimes (A.J. Mata)
- Nick Damici (Policier Patrick Colton)
- David Marciano (Karl Drewdetski)
- Fred Koehler (Billy Rendish)
- Joseph Thomas (Donovan Tracy)
- Josh Hammond (Calvin Montgomery)
- Sven Holmberg (Jordy Tompkins)
- Carol Kiernan (Officier Jody Henderson)
- Jeris Lee Poindexter (George Albergo)
- Paul Greene (jeune homme)

Les experts enquêtent sur deux affaires. Dans la première affaire, Robin Prescott, une jeune femme, a été violée dans Central Park. Traumatisée, elle est devenue amnésique, ne se souvient de rien et ne peut donc pas décrire son agresseur. Stella Bonnaserra est chargée de l'enquête. Près de l'endroit où Robin a été violée, on retrouve un anneau nasal qui la mène à un suspect, Donovan. Mais ce dernier, s'il reconnaît avoir fouillé le sac de la victime alors que celle-ci gisait au sol peu après le viol, nie l'avoir violée. L'analyse ADN montre que le violeur n'avait pas de sperme. Donovan peut produire du sperme et est donc blanchi. Une équipe de quatre employés chargés de nettoyer les statues du parc est interpellée, mais les quatre hommes ont la capacité de produire du sperme : ils ne sont pas les violeurs. Stella est donc face à une grande difficulté : aucun suspect, aucun aveu, aucun témoin, une absence d'ADN, une victime amnésique. Dans la seconde affaire, Jordy Tomkins a reçu une balle dans le ventre. Lors de l’autopsie, surprise : il n'y a pas de balle dans le corps ! En revanche l'on trouve des morsures de rat. D'ailleurs, un rat a d'ailleurs pénétré dans le corps post-mortem, si bien que Mac et Aiden, chargés de l'enquête, supposent que le rat a mangé la balle. Le rat en question est activement recherché, et est finalement retrouvé. 

### Épisode 3:1987
- États-Unis : 6 octobre 2004 sur CBS
- France : 18 janvier 2006 sur TF1
- Québec : 2006

- États-Unis : 16,89 millions de téléspectateurs[7] (première diffusion)
- France : 2,4 millions de téléspectateurs [Audiences 1]

- Grant Albrecht (Dr Leonard Giles)
- Johnny Sneed (Joel/Aaron Moreland)
- John Ross Bowie (Lester Jayne)
- Susan Ruttan (Mme Moreland)
- Charles Parks (M. Moreland)
- Thomas Kopache (Paul Danner)
- Frank Medrano (Bruno)
- Latarsha Rose (petite amie)
- J. Kyle Manzay (petit ami)

Les experts enquêtent sur une seule affaire. Des touristes visitant New York à bord d'un bus découvrent un squelette (en réalité une moitié de squelette) au fond du bus. Les experts tentent de déterminer, à partir des restes, la taille, le sexe, la couleur de peau, la forme du visage, l'âge de la personne. Les examens laissent supposer que la mort remonte à environ une quinzaine d'années et que la personne a été tuée par un coup porté au crâne. Celui qui a placé le squelette dans le bus est retrouvé. Pour lui, il s'agissait de faire une « bonne blague » à des touristes. Il indique l'endroit où il a trouvé le squelette. Lors de recherches à cet endroit, on découvre l'autre moitié du squelette et des objets appartenant à la victime (sac à dos, couteau). Aiden tente de reconstituer le visage de la victime d'après les formes de son crâne. Des affiches montrant ce visage sont diffusées. Un couple se présente au laboratoire, disant être les parents d'Aaron, disparu à la fin des années 1980. Ils pensent que le canif et le sac pourraient lui appartenir. Mais finalement, les experts pensent que la victime n'était pas Aaron. La montre de la victime ayant été jadis gagée au Crédit municipal de New York, l'équipe s'y rend pour la récupérer. Or quelqu'un est venu quelques heures auparavant pour la récupérer ! 

### Épisode 4:Poisson mortel
- États-Unis : 27 octobre 2004 sur CBS
- France : 27 novembre 2005 sur TF1
- Québec : 2006

- États-Unis : 12,98 millions de téléspectateurs[8] (première diffusion)
- France : 8,24 millions de téléspectateurs[9](rediffusion)

- Master P (Kevin Vick)
- Dorian Missick (en) (Jayden Prince)
- Billy Brown (George Thomas)
- Ricky Harris (Disco Placid)
- Olivia Burnette (Madison Haynes)
- Chayton Arvin (Samir Persaud)
- Shi Ne Nielson (Mitchiko Muzawa)
- Long Nguyen (Mitsuo Katsui)
- Ruel (DJ Banner)
- Matias Masucci (DJ français)
- Maya Rubin (Monique)
- Symba Smith (Deborah Gayle)
- Paul Vasquez (Marcus Garcia)
- Jesse Collver (Employé du magasin de musique)

Les experts enquêtent sur deux meurtres. Dans la première affaire, Mac et Aiden enquêtent sur la mort de DJ Banner qui a été tué par deux coups de poignard au ventre et un, mortel, au cou. L'arme utilisée est inhabituelle. DJ Banner devait prochainement assister à un concours de DJ et il était en compétition professionnelle avec un autre DJ qui dès lors devient suspect. Un contrat récemment signé (dont on retrouve des éléments déchiquetés) est au cœur de l’enquête : a-t-il été tué à cause de ce contrat ? Dans la seconde affaire, Stella et Danny enquêtent sur la mort d'une dessinatrice de mode, Deborah Gale, noyée dans sa piscine. La noyade provient de son empoisonnement par une substance provenant du fugu, dont l'une des glandes contient de la tétrodotoxine. Peu de temps avant de mourir dans sa piscine, elle avait déjeuné dans un restaurant japonais dont justement l'un des plats principaux est composé de fugu. Or l’enquête montre que le cuisinier japonais trompe sa clientèle et n'utilise pas exactement du fugu. L'examen de la boîte mail de Deborah montre qu'un message a été envoyé à sa secrétaire après sa mort : la secrétaire, qui avait découvert le cadavre, serait-elle l'auteur du meurtre ? 

### Épisode 5:Le Tunnel de l'enfer
- États-Unis : 3 novembre 2004 sur CBS
- France : 17 décembre 2005 sur TF1
- Québec : 2006

- États-Unis : 14,71 millions de téléspectateurs[10] (première diffusion)
- France : 8,072 millions de téléspectateurs[11] (rediffusion)

- Terry Kinney (Tom Mitford)
- Eric Ritter (Pete Riggs)
- Joseph Sikora (Joe Riggs)
- Mike Pniewski (Tom Zito)
- Mel Rodriguez (Al McGrath)
- Vince Donvito (Jeff Wesley)
- John DiMaggio (Mike Donelly)
- Shashawnee Hall (The Foreman)
- Sarah Foret (Tina Paulson)
- Joshua Leonard (Matt Paulson)
- Melissa Lee (Melissa Wesley)
- Rosalee Mayeux (Mère de Hannah)
- Scott Richards (Avocat de Tina)

Les experts enquêtent sur deux meurtres. Dans la première affaire, après une explosion à la dynamite lors du creusement d'une galerie souterraine, un ouvrier en bâtiment est retrouvé mort à 200 mètres sous terre. Mac et Danny découvrent près de lui un tube inhalateur montrant qu'il était asthmatique. L'homme travaillait à la surface, si bien que sa présence sous terre est inexpliquée. Il semblerait que certains de ses collègues de travail aient voulu se débarrasser de lui. Mais qui ? Dans la seconde affaire, Stella et Aiden enquêtent sur une adolescente qui a été étranglée et retrouvée morte sur les bords de l'Hudson. L'enquête montre que la jeune fille avait eu des relations troubles quelques jours auparavant en boîte de nuit, et qu'elle aurait été étranglée avec une lanière de sac à main.

### Épisode 6:Membre à part
- États-Unis : 10 novembre 2004 sur CBS
- France : 11 décembre 2005 sur TF1
- Québec : 2006

- États-Unis : 15,38 millions de téléspectateurs[12] (première diffusion)
- France : 2,8 millions de téléspectateurs soit 32 % de part de marché et 47,7 % de ménagères[Audiences 2]

- Patrick Bauchau (Dr Willems)
- Paul Perri (Joe Garford)
- Kristen Shaw (Deirdre Hertzberg)
- Michael B. Silver (Ambulancier)
- Greg Davis Jr. (Terrell Davenport)
- De'Angelo Wilson (Lamar Adams)
- David Barrera (Jose Figueroa)
- Laurence N. Kaldor (Frank Hertzberg)
- Jacob Vargas (Luis Torres)
- Denice Sealy (Technicien)
- Sean Shanks (Jared Perkins)
- Leticia Castillo (Octavia Figueroa)

### Épisode 7:Hold-up
- États-Unis : 17 novembre 2004 sur CBS
- France : 19 novembre 2005 sur TF1
- Québec : 2006

- États-Unis : 17,46 millions de téléspectateurs[13] (première diffusion)
- France : 9,193 millions de téléspectateurs[11] (rediffusion)

- Samantha Quan (Joanne Cho)
- Matt Bushell (Marvin Hummel)
- Alex Sol (Luther Willett)
- Kym Hoy (Nina Chang)
- Mark Kelly (Rob Bloom)
- Andre Ware (Tony Fenn)
- J. Scott Shonka (Handyman)
- David Guzzone (Kevin Moretti)

Les experts enquêtent sur une seule affaire : à Chinatown, une tentative d'attaque à main armée se déroule tragiquement, deux voleurs sont transformés en torches vivantes à la suite de la riposte par un agent de sécurité, lequel est ensuite tué. Le troisième voleur réussi à s'enfuir ; il est retrouvé mort le lendemain dans un théâtre. Les experts tentent de retrouver l'identité des voleurs mais sans succès. Ils constatent que les voleurs se sont acharnés à ouvrir les coffres de la banque finissant par le chiffre « 8 ». Dans un premier temps, on pense qu'il s'agit d'une superstition asiatique liée au chiffre 8, mais la suite montre que ce n'était pas le cas. Joan, une femme cadre de la banque, est soupçonnée de complicité. On apprend alors que sa fillette de 11 mois a été enlevée peu de temps avant le braquage. La demande de rançon est reçue peu de temps après la mort du troisième voleur. Ainsi le groupe comprenait quatre personnes et non trois. 

### Épisode 8:La Malédiction du sang
- États-Unis : 24 novembre 2004 sur CBS
- France : 11 janvier 2006 sur TF1
- Québec : 2006

- États-Unis : 13,50 millions de téléspectateurs[14] (première diffusion)

- Sonya Walger (Jane Parsons)
- Steven Flynn (Luke Sutton)
- Peter O'Meara (Paul Stryzewski)
- Larry Clarke (Père Tim Murphy)
- Sarah Aldrich (Emily Dent)
- Tom Bresnahan (Nick Lawson)
- Jerry Brennan (Robot de sécurité)
- Jeff Campbell (Lieutenant des démineurs)
- Nick McCallum (Policier débutant)
- Kevin Pierce (Trader)
- Alex Madison (Trina Rolston)
- Nicholas Pratley (Ryan Mallone)

### Épisode 9:Meurtre à Central Park
- États-Unis : 1er décembre 2004 sur CBS
- France : 12 novembre 2005 sur TF1
- Québec : 2006

- États-Unis : 14,92 millions de téléspectateurs[15] (première diffusion)
- France : 3,3 millions de téléspectateurs[16] (Première diffusion en seconde partie de soirée)
- France : 10,146 millions de téléspectateurs[9] (rediffusion)

- Terry Kinney (Tom Mitford)
- Sonya Walger (Jane Parsons)
- Jim Metzler (Dr Huff)
- Allen Payne (Willie Chancey)
- Gabriel Casseus (Jerald Brown)
- Paul Carafotes (Detective Thacker)
- Kanin Howell (Lenny Starks)
- Erin O'Connor (Mandi Como)
- Elle Fanning (Jenny Como)
- Barry Del Sherman (Richard Smockton)
- Jude Ciccolella (Nick Vicenzo)
- Denice J. Sealy (Raquel Trinidad)
- Joleigh Fioreavanti (Livreuse de pizza)
- Charles Hutchins (Touriste britannique)
- Ara Anton (Piéton)
- Juddson Linn (Officer Valasquez)
- Stig Eldred (Malfrat #1)
- Kevin "Repo" Thomas (Malfrat #2)

### Épisode 10:Promenade nocturne
- États-Unis /  Canada : 15 décembre 2004 sur CBS / CTV
- France : 4 janvier 2006 sur TF1
- Québec : 2006

- États-Unis : 15,60 millions de téléspectateurs[17] (première diffusion)
- Canada : 1,974 million de téléspectateurs[18]
- France : 2,8 millions de téléspectateurs[19] (Première diffusion en seconde partie de soirée)

- Grant Albrecht (Dr Leonard Giles)
- Heather Kafka (Ophelia Dichiara)
- Corin Nemec (Todd Camden)
- Michael Irby (Eduardo)
- Scott Valentine (Dr Steven Rydell)
- Nicholas Pratley (Ryan Mallone)
- Bradley Stryker (Jason Walder)
- Ranjani Brow (Rachel Camden)
- Sidney Faison (Dwayne Meade)
- Carmen Plumb (Sunshine)
- Jamie Burton-Oare (Angela)
- Craig Baxley Jr. (Lenny Cook)
- Scott Richards (Avocat de Tina)

### Épisode 11:Terminus
- États-Unis : 5 janvier 2005 sur CBS
- France : 20 novembre 2005 sur TF1
- Québec : 2006

- États-Unis : 12,15 millions de téléspectateurs[20] (première diffusion)

- Kelly Hu (Detective Kaile Maka)
- Ray Abruzzo (Bob Galanis)
- Jay Acovone (Paul Gionetti)
- T.J. Thyne (Ron Lathem)
- Peter Giles (John James III)
- Patrick Brennan (en) (Brian Brocko)
- Carter Jenkins (Will Galanis)
- Kellan Lutz (Alex Hopper)
- Sean Vincent Biggins (Leo Whitefield)
- Brad Prepon (Bill Lemakkia)
- Noa Hegesh (Julie Galanis)
- Eugene Collier (ouvrier)
- Derek Mears (skinhead)
- Dennis Keiffer (skinhead)
- Freddy Bouciegues (Randy Hontz)

### Épisode 12:Dernière course
- États-Unis : 12 janvier 2005 sur CBS
- France : 25 janvier 2006 sur TF1
- Québec : 2006

- États-Unis : 13,66 millions de téléspectateurs[21] (première diffusion)

- Sonya Walger (Jane Parsons)
- Paul Carafotes (Detective Thacker)
- Zach Grenier (Ross Howell)
- Matt Baker (Michael Starling)
- Aisha Hinds (Brett Stokes)
- Robert Costanzo (Frank Meadows)
- Desi Lydic (Elaine Curtis)
- Hira Ambrosino (Angie Soon)
- Julia Duffy (Millie Hanford)
- Steve Hytner (Alvin Marbert)
- Neil Giuntoli (Mark Stutz)
- Brad Greenquist (Theodore Gates)
- Marc Lynn (participant concours)
- Marcia Firesten (participante concours)

### Épisode 13:Du sang sur la neige
- États-Unis : 26 janvier 2005 sur CBS
- France : 8 février 2006 sur TF1
- Québec : décembre 2006

- États-Unis : 17,56 millions de téléspectateurs[22] (première diffusion)
- France : 3,0 millions de téléspectateurs[23] (première diffusion en seconde partie de soirée)

- Sonya Walger (Jane Parsons)
- Michael DeLuise (Sonny Sassone)
- Stacy Edwards (Debbie Montenassi)
- Fredric Lehne (Ross Lee)
- Jordana Spiro (Tavia Greenburg)
- Cyia Batten (Ariana Lee)
- Marco Sanchez (Ramir Santo)
- Anjul Nigam (Harish Lev)
- Eamon Behrens (Johnny Lusano)
- Irene Tsu (Mme Tuki Song)
- Nick Di Brizzi Jr. (Paul Montenassi)
- Denice Sealy (Raquel Trinidad)
- Michael J. O'Hara (Barman)
- Bret Ernst (Garçon de Pelham #1)
- Tyler Alexander Reign (Garçon de Pelham #2)
- Vivan Dugre (Marta Santo)
- Anthony Martins (Mihok Lev)

### Épisode 14:Mise en boîte
- États-Unis : 9 février 2005 sur CBS
- France : 18 janvier 2006 sur TF1
- Québec : 15 janvier 2007 sur TQS[24]

- États-Unis : 13,08 millions de téléspectateurs[25] (première diffusion)
- France : 3,3 millions de téléspectateurs [Audiences 1]

- Jim Pirri (Bernardo Espargosa)
- Katie Chonacas (Anasuya Espargosa)
- Mark Ivanir (Maxwell Neiman)
- Daniel Browning Smith (Lukas Neiman)
- Michael Maize (Jake Lydell)
- Anthony Crivello (Maître de cérémonie)
- Michael Cornacchia (Rosie)
- Sarah Lafleur (Paige Worthy)
- Kendra Sue Waldman (Lita Cartey)
- Victor Browne (Jason Cartey)
- Brian Tahash (Clown Juge)
- Hugh Scott (Eric Slovenski)
- Chris Kohn (Gator)
- Perry L. Brown (Grady)
- Kevin Bickford (Clown n°2)
- Matthew Love (Clown n°3)
- BeeJay Joyner (Jongleur #1)
- Olga Karavaeva (Jongleur #2)
- Ted Shred (Cracheur de feu)
- Darlene Williams (Cornac d'éléphant)

### Épisode 15:Jusqu'à ce que la mort nous sépare
- États-Unis : 16 février 2005 sur CBS
- France : 3 décembre 2005 sur TF1
- Québec : 22 janvier 2007[26]

- États-Unis : 14,04 millions de téléspectateurs[27] (première diffusion)

- Kelly Hu (Detective Kaile Maka)
- Robin Thomas Grossman (Abel Bloom)
- Rick D. Wasserman (Walter Lisco)
- Christopher Watters (Rick Amadori)
- Bess Wohl (Audrey Davis)
- Sam Huntington (Connor Mulcahy)
- Jeffrey Vincent Parise (Bobby Lugano)
- Diva Zappa (Della Fallon)
- Neal Matarazzo (Henry Milton)
- David DeLuise (Lance Moretti)
- Michele Specht (Asst. Coroner/Jenny)
- Moshe Rothblum (Rabbi Meir)
- Tracey Costello (Toni Terrell)
- Andy Milder (Truman Jafari)
- Jim Ortlieb (John Swinton)
- Allen Rice (prêtre)
- Haran Jackson (Groom)

### Épisode 16:Jeux très interdits
- États-Unis /  Canada : 23 février 2005 sur CBS / CTV
- France : 19 novembre 2005 sur TF1
- Québec : 29 janvier 2007

- États-Unis : 14,30 millions de téléspectateurs[28] (première diffusion)
- Canada : 2,394 millions de téléspectateurs[29]

- Sonya Walger (Jane Parsons)
- Ed O'Ross (Paul « Tiny » Wojewedski)
- Kim Coates (Detective Vicaro)
- Bumper Robinson (Mike Prineman)
- Mark Sheppard (Kevin Hannigan)
- Chad Lindberg (Chad Willingham)
- Matthew Porretta (Ron Bogda)
- Laura Leigh Hughes (Jennifer Stupaine)
- Tory Kittles (Sean Bally)
- Carlos Sanchez (Manny Moraga)
- Albie Selznick (John Stupaine)
- Ted Raimi (« Garage Joe » / Joe Strahil)
- Kevin Kearns (Paddy Dolan)
- Tauvia Dawn (Debbie Bogda)
- Martin Bright (Jeeves the Slave)
- Jared Poe (Jimmy Prineman)
- Dermott Downs (Barman)

### Épisode 17:Lourde chute
- États-Unis /  Canada : 2 mars 2005 sur CBS / CTV
- France : 11 janvier 2006 sur TF1
- Québec : 5 février 2007

- États-Unis : 13,62 millions de téléspectateurs[30] (première diffusion)

- Sonya Walger (Jane Parsons)
- Jack Gwaltney (Sergent Gavin Moran)
- Stacey Travis (Chandra Heckman)
- Brad Grunberg (Melvin Heckman)
- Patrick Fischler (Brent the Screenwriter)
- Erik Alexander Gavica (Tireur n°1 / Tomas Perez)
- Rose Abdoo (Blanca Vasquez)
- Clark Gregg (Procureur Allen McShane)
- Mike Risco (Tireur n°3 / Hector Vasquez)
- Casey Strand (Gwen)
- Cisco Reyes (Luis Accosta)
- William Wallace (Propriétaire)

### Épisode 18:Affaires internes
- États-Unis /  Canada : 23 mars 2005 sur CBS / CTV
- France : 10 décembre 2005 sur TF1
- Québec : 12 février 2007

- États-Unis : 16,73 millions de téléspectateurs[31] (première diffusion)
- Canada : 2,231 millions de téléspectateurs[32]
- France : 9,530 millions de téléspectateurs[9](rediffusion)

- Grant Albrecht (Dr Leonard Giles)
- Chad Lindberg (Chad Willingham)
- Mike Starr (Chief Vince Robinson)
- Alanna Ubach (Constance Briell)
- David Packer (Morty Sherman)
- Clay Wilcox (Paul Baxter)
- Sydney Walsh (Laural Stanwyk)
- Patrice Fisher (Jamie Banks)
- Leslie Bega (Grace Walderson)
- Joy Gohring (Donna)
- Jeremy Ray Valdez (Antonio Reyes)
- Pete Gardner (Gavin Arnold)
- Timon Kyle Durrett (TARU Office Jasper)
- Mark Rolston (Inspector Bill Markoni)
- Dar Dixon (Membre de la commission)
- Ben Robin (Strip Club Owner)
- Norman Howell (Dan Stanwyk)
- Diana Lupo (Charlotte Dubois)
- Toby Holquin (Fernando Reyes)

### Épisode 19:Linge sale
- États-Unis : 13 avril 2005 sur CBS
- France : 4 décembre 2005 sur TF1
- Québec : 19 février 2007

- États-Unis : 11 millions de téléspectateurs[33] (première diffusion)

- Sonya Walger (Jane Parsons)
- Chad Lindberg (Chad Willingham)
- Kevin Alejandro (Tom Martin)
- Andre Kristoff (Tony Garcia)
- Silas Weir Mitchell (David Scott)
- Lawrence Gilliard Jr. (Officer Omar Lilly)
- Leia Thompson (Paula Reed)
- April Bowlby (Jenny Lee)
- George Haycraft (Beat Boxer)
- Dominic Fumusa (Robert Costa)
- Steven Petrarca (Frank Barret)
- Olga Kay (Susan Young)
- Scott Alan Smith (Marshall Palmer)

### Épisode 20:La mort blanche
- États-Unis : 27 avril 2005 sur CBS
- France : 25 janvier 2006 sur TF1
- Québec : 26 février 2007

- États-Unis : 14,84 millions de téléspectateurs[34] (première diffusion)

- Joe Morton (Chief Dwight Hillborne)
- Chad Lindberg (Chad Willingham)
- Amy Aquino (Diane Lipstone)
- Lindsay Parker (en) (Jordan Benson)
- Matt McCoy (en) (Martin Benson)
- Taylor Sheridan (Joel Banks)
- Cliff Weissman (Mr. Novick)
- Don Wallace (Shaun Deroy)
- Sunkrish Bala (Alex)
- Trent Gill (Bill)
- Jowharah Jones (Kaitlyn)
- Devon Cromwell (Will Novick)

### Épisode 21:Erreur sur la cible
- États-Unis : 4 mai 2005 sur CBS
- France : 4 janvier 2006 sur TF1
- Québec : 5 mars 2007

- États-Unis : 13,42 millions de téléspectateurs[35] (première diffusion)
- France : 3,6 millions de téléspectateurs[19] (Première diffusion en seconde partie de soirée)

- Gilbert Rosales (détective Rodney Minhas)
- Joe Morton (Chief Dwight Hillborne)
- Chad Lindberg (Chad Willingham)
- Alanna Ubach (Constance Briell)
- Nick Damici (détective Patrick Colton)
- Kimberly Dooley (Glenda Wallace)
- Noureen De Wulf (Matrice Singh)
- Octavia Spencer (Child Welfare Rep)
- Maurice Compte (Michael Armstrong)
- Chris Tardio (Steve Dark)
- Adina Porter (Shannon Goodall)
- Alison Raimondi (infirmière)
- James Lancaster (Butler Randolph)
- Valeri Ross (procureur)
- Sean Jefferey Jones (policier en uniforme)
- Patricia Martinez (Sandra Lopez)
- Kamala Mathis (femme cracheur de feu)

### Épisode 22:Balles de match
- États-Unis : 11 mai 2005 sur CBS
- France : 8 février 2006 sur TF1
- Québec : 12 mars 2007

- États-Unis : 14,55 millions de téléspectateurs[36] (première diffusion)
- France : 4,128 millions de téléspectateurs[23] (première diffusion en seconde partie de soirée)
- France : 10,09 millions de téléspectateurs[37] (Rediffusion)

- Michael Clarke Duncan (Quinn Sullivan)
- Sonya Walger (Jane Parsons)
- Raphael Sbarge (Procureur fédéral Latham)
- Kathryn Harrold (Juge Beverly Fulton)
- Petros Papadakis (Rico Savalas)
- Amaury Nolasco (Ruben DeRosa)
- Danielle Burgio (Margo Trent)
- Jason Cerbone (Tony Reanetti)
- Andrew Bowen (Bryce Sweet)
- Marty Yost (Gilbert Novotny)
- Brian Jay (Stuart Ashton)
- Gina Doctor (Technicien)
- Dan Kruse (Procureur)

### Épisode 23:Expert et témoin
- États-Unis : 18 mai 2005 sur CBS
- France : 1er février 2006 sur TF1
- Québec : 19 mars 2007

- États-Unis : 12,30 millions de téléspectateurs[38] (première diffusion)

- Penelope Ann Miller (Rose Whitley)
- Raphael Sbarge (Procureur Latham)
- Garret Dillahunt (Steve Collins)
- Emily Harrison (Amy Madoff)
- Dave Power (James Madoff)
- Sandy Martin (Mrs. Collins)
- Wil Horneff (Dennis Sporco)
- Ben Bode (professeur Newlin)
- Jesse Collver (Paramédical)
- Pinky Villasenor (Technicien)
- Tim Sitarz (Adam Baxter)
- Danny Wynands (Clark Boyd)